# Goniagnathus caspianus
Goniagnathus caspianus är en insektsart som beskrevs av Dlabola 1961. Goniagnathus caspianus ingår i släktet Goniagnathus och familjen dvärgstritar. Inga underarter finns listade i Catalogue of Life.